# Frédéric Pietruszka
Frédéric Pietruszka (13 maggio 1954) è un ex schermidore francese, vincitore di una medaglia d'oro e due di bronzo nella scherma ai giochi olimpici.